# О де Франс
О де Франс (фр. Hauts-de-France — „Горња Француска”) је административни регион који је формиран 1. јануара 2016. спајањем региона: Пикардија и Нор Па де Кале. Регион обухвата 31.813 km² и у њему живи 6.006.156 становника.
Највећи град и административни центар региона је град Лил.